# Église Saint-Frédéric de Villiers-Saint-Frédéric
L'église Saint-Gilles-et-de-l'Assomption est un lieu de culte catholique se trouvant à Villiers-Saint-Frédéric. Elle est rattachée à la paroisse Saint-Frédéric.

## Historique
Cette église a été créée en 1780 par Frédéric Phélypeaux, qui souhaitait supprimer la paroisse de Saint-Aubin. Il a alors dédié cette église à saint Frédéric d'Utrecht.
En 2020, la cloche Virginie, âgée de presque deux siècles, a été restaurée par la société Bodet, unique spécialiste en France de ce type de travaux.